# Maurizio Gucci
Maurizio Gucci (ur. 26 września 1948 we Florencji, zm. 27 marca 1995 w Mediolanie) – włoski biznesmen, który przez pewien czas był prezesem domu mody, Gucci.

## Życiorys

### Wczesne życie i kariera
Był jedynym dzieckiem aktorów, Rodolfo Gucciego i Sandry Ravel, która miała korzenie niemiecko-szwajcarskie.
W 1972 przeniósł się do Nowego Jorku, aby pracować dla marki Gucci ze swym stryjem, Aldo Guccim. W 1982 wrócił do Mediolanu, a rok później rozpoczął walkę prawną z Aldo o kontrolę nad firmą Gucci po tym, jak został większościowym udziałowcem po śmierci ojca.
W 1989 został prezesem marki Gucci. Od 1991 do 1993 finanse Gucci były na minusie. Maurizio Gucci został oskarżony o ekstrawaganckie wydatki na siedzibę firmy we Florencji i Mediolanie. W 1993 sprzedał pozostałe akcje firmie Investcorp za 170 milionów dolarów, kończąc współpracę rodziny Gucci z firmą.

### Życie prywatne
W 1972 ożenił się z Patrizią Reggiani, z którą miał dwie córki: Alessandrę (ur. 28 czerwca 1976) i Allegrę (ur. 27 stycznia 1981). Ojciec Gucciego, Rodolfo, sprzeciwiał się ich małżeństwu. 21 marca 1985 Gucci powiedział żonie, że wybiera się na krótką podróż biznesową do Florencji. Kolejnego dnia, 22 marca wysłał swojego przyjaciela do Reggiani, aby przekazał jego żonie, że ich małżeństwo jest skończone.
W 1990 zaczął spotykać się z przyjaciółką ze swojego dzieciństwa, Paolą Franchi, po tym jak spotkał ją w prywatnym klubie w St. Moritz, w Szwajcarii. Franchi rozwiodła się ze swoim mężem, Giorgio Colombo, w 1995. Rozwód Gucciego i Reggiani odbył się w 1994.
Jego starsza córka, Alessandra, ma męża i syna, z którymi mieszka w Szwajcarii. Młodsza córka, Allegra, ma dwójkę dzieci ze swoim mężem, Enrico Barbieri.

### Śmierć
27 marca 1995 Gucci został postrzelony przez wynajętego zabójcę na schodach swojego biura. Jego była żona, Patrizia Reggiani, została skazana na 29 lat pozbawienia wolności w 1998 za zorganizowanie zabójstwa. Następnie poprosiła o unieważnienie jej wyroku, twierdząc, że guz mózgu wpłynął na jej osobowość. W 2000 sąd apelacyjny w Mediolanie utrzymał w mocy wyrok skazujący, ale obniżył karę do 26 lat. W 2016 roku Patrizia wyszła za dobre sprawowanie po 18 latach odbywania kary.